# 斜面林
斜面林（しゃめんりん）は、文字通り斜面の森林である。関東地方では谷津を縁取る形で位置し、近年、特に都市部において環境・生態系に対する重要性が見直されてきている。

## 生態系
関東地方、茨城県南部・千葉県北部・東京都東部等の谷津に見られる斜面林では、その面積に対し多様な生物が生息する豊かな生態系が保持されている。
谷津の斜面に位置するため、最大でも30メートル程の高低差の斜面に、水はけがよく台地に隣接した上部から、湧水があり谷津に隣接した下部が含まれる。斜面のため、地図上の面積に比べ実際の面積が広く環境・生物多様性にとっての価値は、地図上の面積より高い。
水田にとっての水源林でもあり、伐採は一種の禁忌として保存されてきた所も多い。
斜面のため、耕作地・住居・道路等には適せず、土砂崩れ防止のため、禁忌として樹木が伐採されず森林が残ってきた事が多い。さらに、伐採や運搬が平地より難しく、スギ・ヒノキ等、木材に適するが根の浅い針葉樹樹木ではなく、根が深いカシ・シイ等からなる照葉樹林が残されてきた場所も多い。照葉樹林は関東地方以南の平地における極相であり、針葉樹の人工林に比べ、動物の餌となる果実、ドングリ等の種子がはるかに多く得られ、下草や低木も多く森林の階層構造が発達し、生物の多様性が維持される。二次遷移によるクヌギ等でも人工林より生物ははるかに多様である。
斜面の向きにより、日照条件（日当たり）が異なり、生息する動植物に違いが見られる。
谷津を縁取るように位置するため、緑の回廊としての効果も併せ持っている。
都市部を除き、高度経済成長期以降も維持・保存されてきた斜面林が多かったが、土木技術の発達と経済的な理由により前世紀末から都市近郊においても開発が進み、マンション等の用地として急速に失われている（森林破壊）のが現状である。